# Frappe chirurgicale
Une frappe chirurgicale est une attaque censée nuire aux seules cibles militaires désignées, sans causer de dommages collatéraux (bâtiments, véhicules, populations civiles). 

## Bombardement de zone pendant la Seconde Guerre mondiale
Les grands raids aériens effectués au cours de la Seconde Guerre mondiale (notamment en Europe, comme à Brême en Allemagne) étaient en premier lieu très destructeurs et imprécis. Les bombardements au « tapis de bombes », monnaie courante à l'époque, reposaient sur le largage de bombes sur une vaste zone, augmentant les chances de détruire l'objectif. L'introduction du système de visée Norden sur les appareils alliés permit une augmentation de la précision des attaques et servit de précurseur au bombardement de précision, ou frappe chirurgicale.

## Stratégie et politique des Armées de l'Air
Dès la fin de la Première Guerre mondiale, le général italien Giulio Douhet, publie le premier ouvrage théorique moderne de la guerre aérienne, La Maitrise de l'air (1921). Douhet préconise le bombardement stratégique à haute altitude comme le moyen absolu pour gagner les guerres à venir. La victoire totale passera par le bombardement des centres vitaux d'un pays par les forces aériennes.  Ce livre aura une influence énorme dans le monde entier en particulier sur l'Américain Billy Mitchell, et les Britanniques, Hugh Trenchard, et Arthur Harris. 
Selon un ancien général américain, les frappes chirurgicales constituent une stratégie dans laquelle « on ne court pas après les ponts ou les barrages, uniquement après des cibles militaires, pour paralyser tout centre de commandement et de contrôle et empêcher l'usage des forces armées quelles qu'elles soient… les mettre à genoux suffisamment tôt, c'est la clé de la réussite. » Il y a donc aussi cette idée de limiter la capacité de riposte de l’ennemi pour le rendre vulnérable en cas d’invasion ou pour lui imposer la paix directement. 
Le plus souvent ces frappes sont effectuées par des armes de précision des forces aériennes. Elles sont généralement utilisées pendant les combats urbains ou lors d’opérations d’antiterrorisme. La réduction des dommages collatéraux et des pertes civiles est devenu un enjeu important dans les combats de ville ou dans les « conflits limités » avec l’implication systématique des États-Unis dans ce type de « combats de basse intensité » depuis la guerre du Viêt Nam et notamment depuis le développement dans le domaine des médias et l’accélération de la circulation des informations avec parfois des images choquantes qui contribuent considérablement à la construction de l’opinion publique. C’est justement pendant la guerre du Viêt Nam qu’il y a eu les premiers mouvements massifs sur le plan international qui s’indignaient des bombardements américains qui avaient causé la mort de très nombreux civils. Par conséquent et durant la Première Guerre du Golfe, le Pentagone a lancé la doctrine d’« une bombe, une cible » qui a remplacé la technique des destructions massives utilisées depuis la Seconde Guerre mondiale.